# Oscar Corrochano
Oscar Corrochano Ortega (* 6. September 1976 in Hanau, Hessen) ist ein ehemaliger spanisch-deutscher Fußballspieler und heutiger -trainer.

## Karriere als Spieler
Corrochano wechselte im Jahr 1992 vom VfB 06 Großauheim zum Nachwuchs Eintracht Frankfurts. Ab 1995 kam er regelmäßig in Frankfurts zweiter Mannschaft in der Regionalliga und der Oberliga zum Einsatz. Sein einziges Spiel als Profi machte er am 11. Juni 1997 am letzten Spieltag der Saison 1996/97 bei einem Auswärtssieg beim Tabellenschlusslicht VfB Oldenburg. Ab 1999 folgten mehrere Stationen bei unterklassig spielenden Mannschaften, darunter beim SV Darmstadt 98 und den Kickers Offenbach. Seine aktive Karriere beendete Corrochano im Jahr 2006 mit einem kurzen Gastspiel bei der SG Bruchköbel.

## Karriere als Trainer
Im Anschluss an seine aktive Karriere übernahm Corrochano das Training des Eintracht-Nachwuchses. Dabei betreute er zuerst die U-16-Mannschaft und im Anschluss von 2008 bis Anfang 2010 die U-19 Frankfurts. Ab Februar 2010 war Corrochano Trainer der 2. Mannschaft der Eintracht und absolvierte zusätzlich ab Juni 2011 in Köln neben weiteren ehemaligen Profis wie Stefan Effenberg und Mehmet Scholl die Ausbildung zum Fußballlehrer. Während seiner Anwesenheit dort vertrat ihn Daniyel Cimen.
Zur Saison 2012/13 wechselte er mit einer Vertragslaufzeit bis 2014 als Cheftrainer zum Zweitligisten SSV Jahn Regensburg. Nach neun Punkten aus zwölf Spielen und zuletzt vier sieglosen Spielen in Folge, die Tabellenplatz 15 bedeuteten, wurde Oscar Corrochano am 4. November 2012 wegen Erfolglosigkeit beurlaubt.
Seit dem 1. Februar 2013 war er Co-Trainer von Rainer Adrion bei der deutschen U-21-Nationalmannschaft, betreute die Auswahl bei der Europameisterschaft 2013. Nach dem enttäuschenden Vorrunden-Aus und der Entlassung von Adrion endete auch Corrochanos Tätigkeit beim DFB. So kehrte er im September 2013 zu Eintracht Frankfurt zurück, wo er als Co-Trainer unter Armin Veh arbeitete und Ende Juni 2014, nach der Trennung von Veh, entlassen wurde. Zwischen 2015 und 2016 trainierte er die U18 und später die U19 von Ungarn.
Am 3. Oktober 2016 übernahm Corrochano das Traineramt bei Eintracht Trier. Am 11. April 2017 trennten sich der Regionalligist und Corrochano einvernehmlich, nachdem der Vereinsvorstand die Suspendierung eines Spielers durch Corrochano nicht mittragen wollte. Am 14. Juli 2017 wurde Corrochano während der Vorbereitung auf die neue Saison 2017/18 neuer Trainer beim Drittligisten SF Lotte, wo er die Nachfolge des kurzfristig gewechselten Ismail Atalan antrat. Bereits 13 Tage später, am 27. Juli 2017, trat er nach dem ersten Spieltag der Saison jedoch wieder zurück.
Im Januar 2020 beginnt Corrochano für den SV Waldhof Mannheim zu arbeiten und kümmert sich um die Förderung der Talente. Er hilft, die Professionalisierung im Jugendbereich beim Drittligisten voranzutreiben. Sein Vertrag wird zum 28. Februar 2022 betriebsbedingt gekündigt.
Seit dem 1. August 2022 arbeitete Corrochano als Co-Trainer für den Gaziantep FK unter Cheftrainer Erol Bulut, sie verbindet eine gemeinsame Vergangenheit bei Eintracht Frankfurt.
Ende Februar 2023 wurde Corrochano beim deutschen Zweitligisten SV Sandhausen neben Gerhard Kleppinger Co-Trainer des ebenfalls neu eingestellten Cheftrainers Tomas Oral. Anfang April 2023 wurde Oral wieder freigestellt. Daraufhin wurde Kleppinger bis zum Ende der Saison 2022/23 Interimstrainer.